# Art urbà de Barcelona

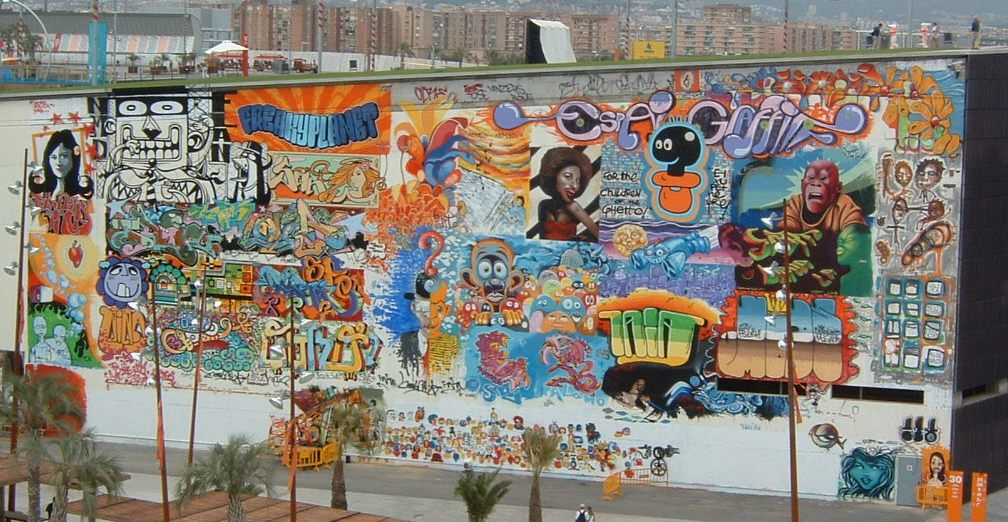
Espai reservat per a grafit legal al Fòrum Universal de les Cultures 2004.

L'art urbà de Barcelona s'ha desenvolupat de forma més o menys continuada a la ciutat des de pràcticament la seva fundació, ja que l'expressivitat artística és una qualitat inherent a l'ésser humà. Sigui en forma més o menys elaborada, amb més o menys artisticitat, i amb multitud de tècniques i procediments per a la seva elaboració, la plasmació de l'art al carrer s'ha realitzat des d'antany generalment de forma anònima i amb múltiples vies d'expressió, ja sigui una simple pintada o inscripció, fins a l'elaboració de complexos murals situats en les vies públiques. En ser una expressió de la cultura popular, l'art urbà sovint ve acompanyat de missatges de tipus reivindicatiu, de signe social o polític. En els darrers anys, especialment des dels anys 1980, l'art urbà —també anomenat popularment grafit— ha proliferat gràcies a la cultura hip-hop procedent dels Estats Units.

## Desenvolupament històric

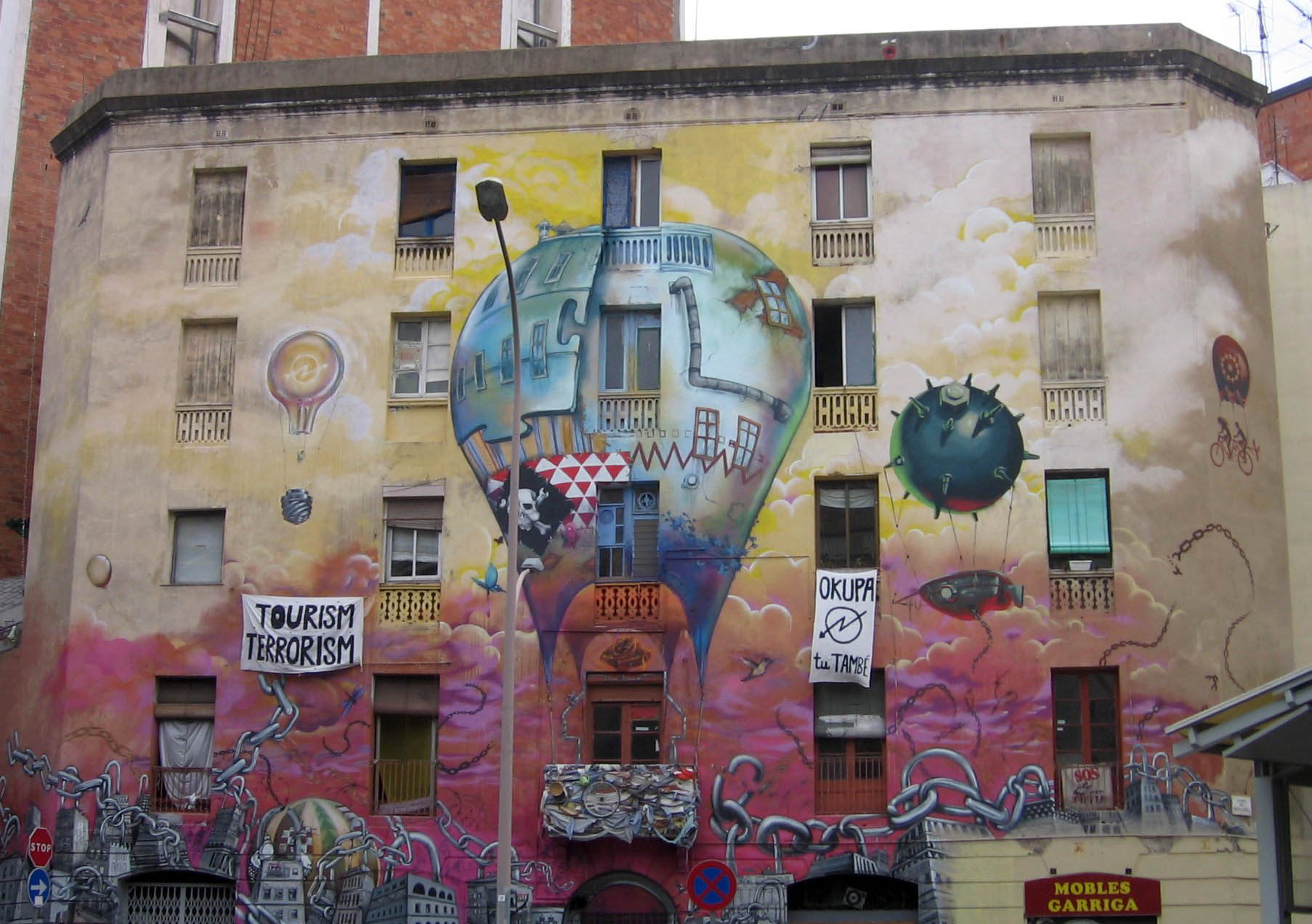
Grafit al centre okupa La Carboneria.

El grafit és un tipus d'inscripció realitzada en parets d'edificis, efectuada per persones anònimes amb l'objectiu d'expressar idees, emocions o missatges de tota classe, podent ser en forma escrita o en imatges. Es consideren com a grafit des de les pintades fetes amb tota mena de finalitats (vandàlics, obscens, denunciatoris, reivindicatius) fins a l'expressió artística per part d'afeccionats a l'art o el còmic, o simplement joves que mostren així la seva expressivitat, sent aquesta la seva forma de comunicar-se amb el món. Inicialment, el terme solia usar-se per a les inscripcions antigues trobades en excavacions arqueològiques, existint nombroses mostres sobretot de l'antiga Roma, on pel que sembla era una pràctica habitual. Va ser l'arqueòleg italià Raffaele Garrucci qui va divulgar el terme en mitjans acadèmics internacionals a mitjans del segle xix.
A Barcelona existeixen vestigis de grafit des de l'edat mitjana: en la cel·la de Sant Miquel del claustre del monestir de Pedralbes es conserva un grafit datat el 1415, sobre una pintura de Ferrer Bassa. Ja en temps més recents han proliferat especialment les inscripcions de visitants estrangers en monuments de la ciutat, així com evidències grafòmanes en espais com ascensors i lavabos públics; un fenomen també molt usual són els cors i missatges d'enamorats.

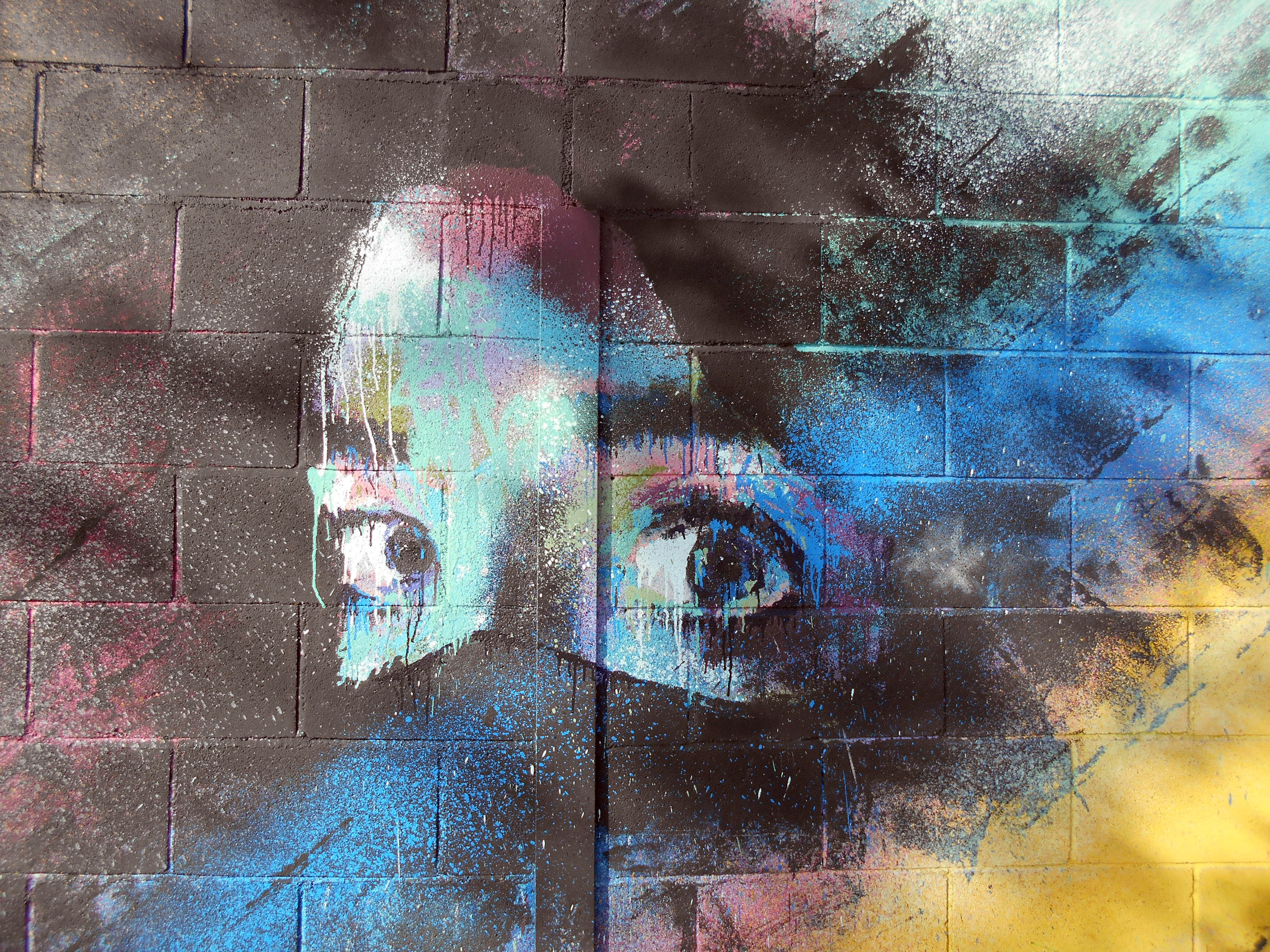
Grafit a la plaça de les Glòries Catalanes.

Des dels anys 1960 les pintades en espais públics van augmentar gràcies especialment a la publicitat, ja que sovint eren reclams per a la venda de productes; un exemple de l'època és «Beber es preciso: agua San Narciso». Durant aquest període van ser freqüents igualment els missatges de reivindicació antifranquista: un dels espais més utilitzats va ser en aquest període la façana de la Universitat de Barcelona. Durant la transició va augmentar el nombre de murals pintats, especialment a les escoles; la seva proliferació va ser objecte d'estudi de l'historiador Alexandre Cirici Pellicer.

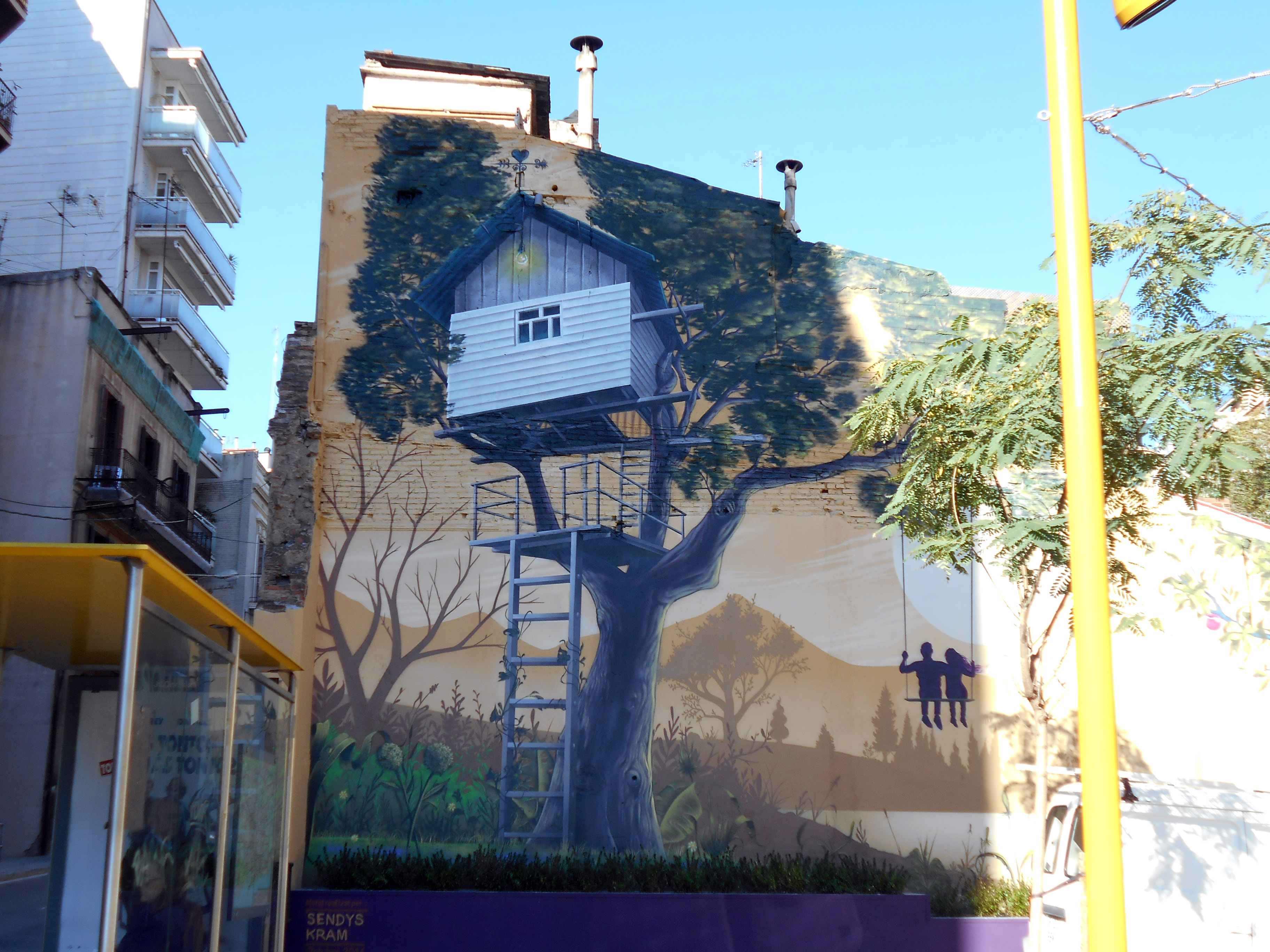
Grafit a l'avinguda de Vallcarca.

Des dels anys 1980 es va desenvolupar una nova cultura d'art urbà procedent dels Estats Units. En aquest país el grafit modern es va desenvolupar vinculat amb la música hip-hop, on un factor essencial seria la inscripció del nom de l'artista —generalment un pseudònim— al costat de la pintura realitzada; el nom s'escriu de diverses formes: tag, d'un color; throw-up, de dos colors; o piece, de tres colors. Des de finals dels anys 1980 i en els 1990 es van anar adoptant noves tècniques com l'aplicació d'aerosol amb plantilles, i el pegat de cartells i adhesius, en una modalitat anomenada post-graffiti o art de carrer (street art).
Amb aquesta nova cultura del grafit va augmentar notablement la presència de pintures murals, generalment en parets d'edificis i murs de tanca, però també en portes metàl·liques i qualsevol superfície que es prestés a això, com fins i tot vagons de tren o metro. Els grafiti moderns es realitzen preferentment amb sprays, de forma individual o col·lectiva, i destaquen pel seu ric cromatisme i una certa tendència barroca en les formes. És un art que assumeix la seva naturalesa efímera i, encara que sovint s'ha associat al vandalisme, l'Ajuntament de Barcelona ha buscat fórmules per a la seva inclusió de forma controlada en el paisatge urbà, fet pel qual avui dia és una manifestació més de l'art públic de la ciutat. Així, la plataforma RebobinART gestiona la disponibilitat d'espai públic per a l'art urbà, promocionant artistes i organitzant concursos i exposicions. Una altra iniciativa ha estat el festival Ús Barcelona, celebrat el 2014 i 2015, on s'ha donat a conèixer l'obra de diversos artistes internacionals.
Un dels centres neuràlgics de l'art urbà a la Ciutat Comtal és el jardí de les Tres Xemeneies, al costat de l'avinguda del Paral·lel, una espaiosa plaça dissenyada entorn de la cultura urbana, que conté diversos murs habilitats per a la pràctica del grafit. Aquesta zona és el centre de l'Urban Funke, una trobada de cultura urbana en la qual se celebren concursos de monopatí i grafit, així com actuacions de música electrònica i exhibicions de hip-hop i break dance.

## Galeria

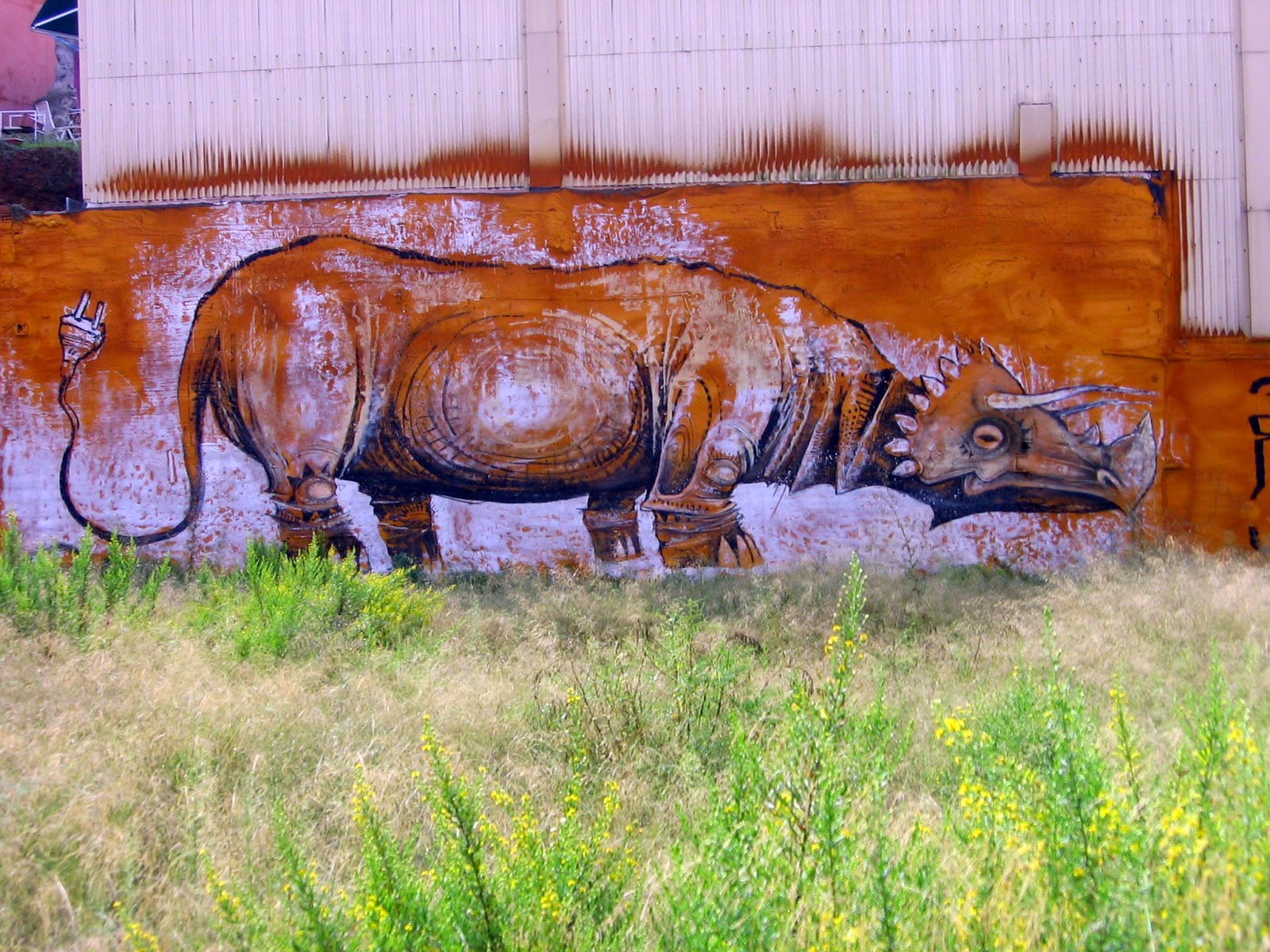
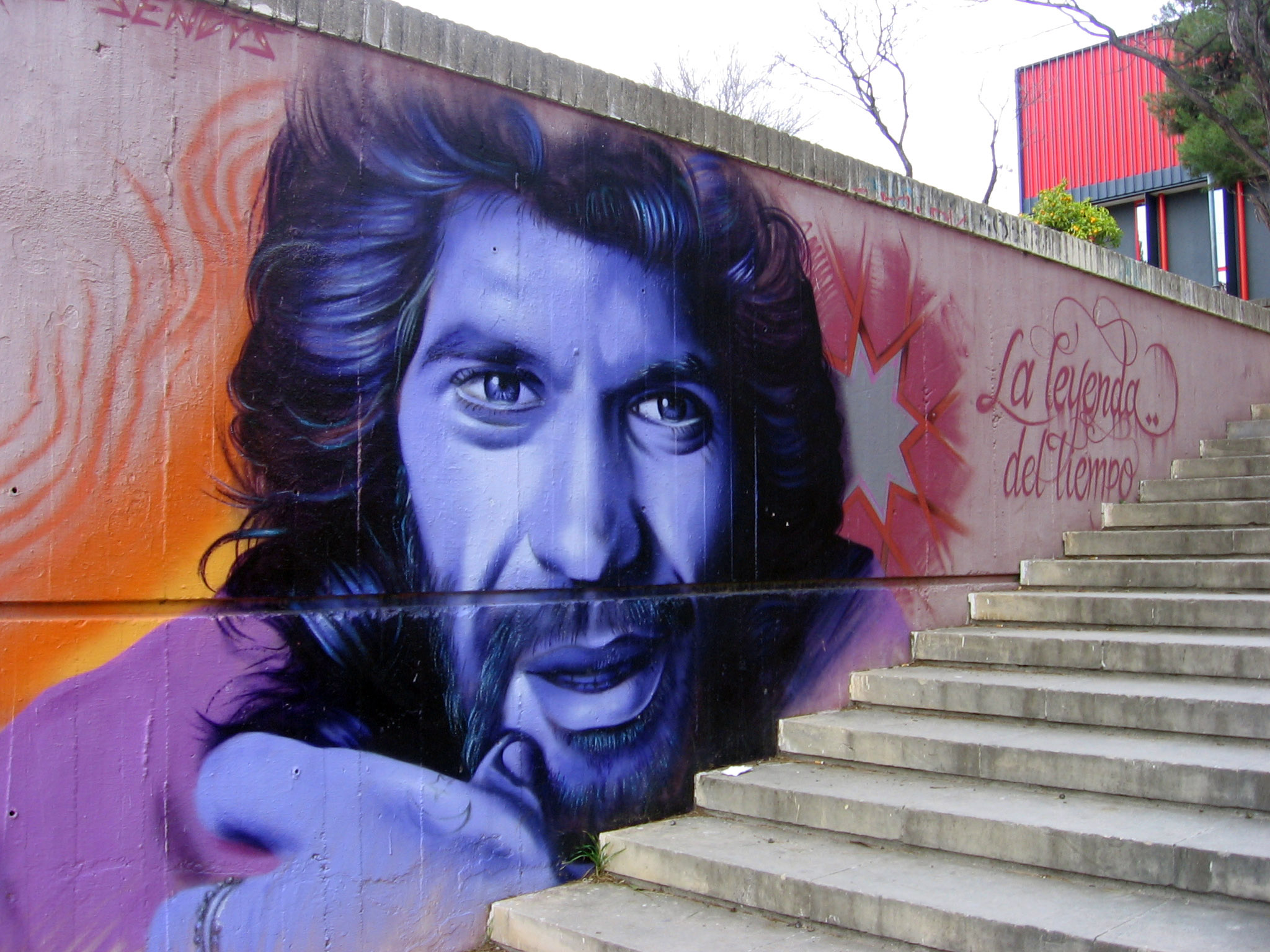
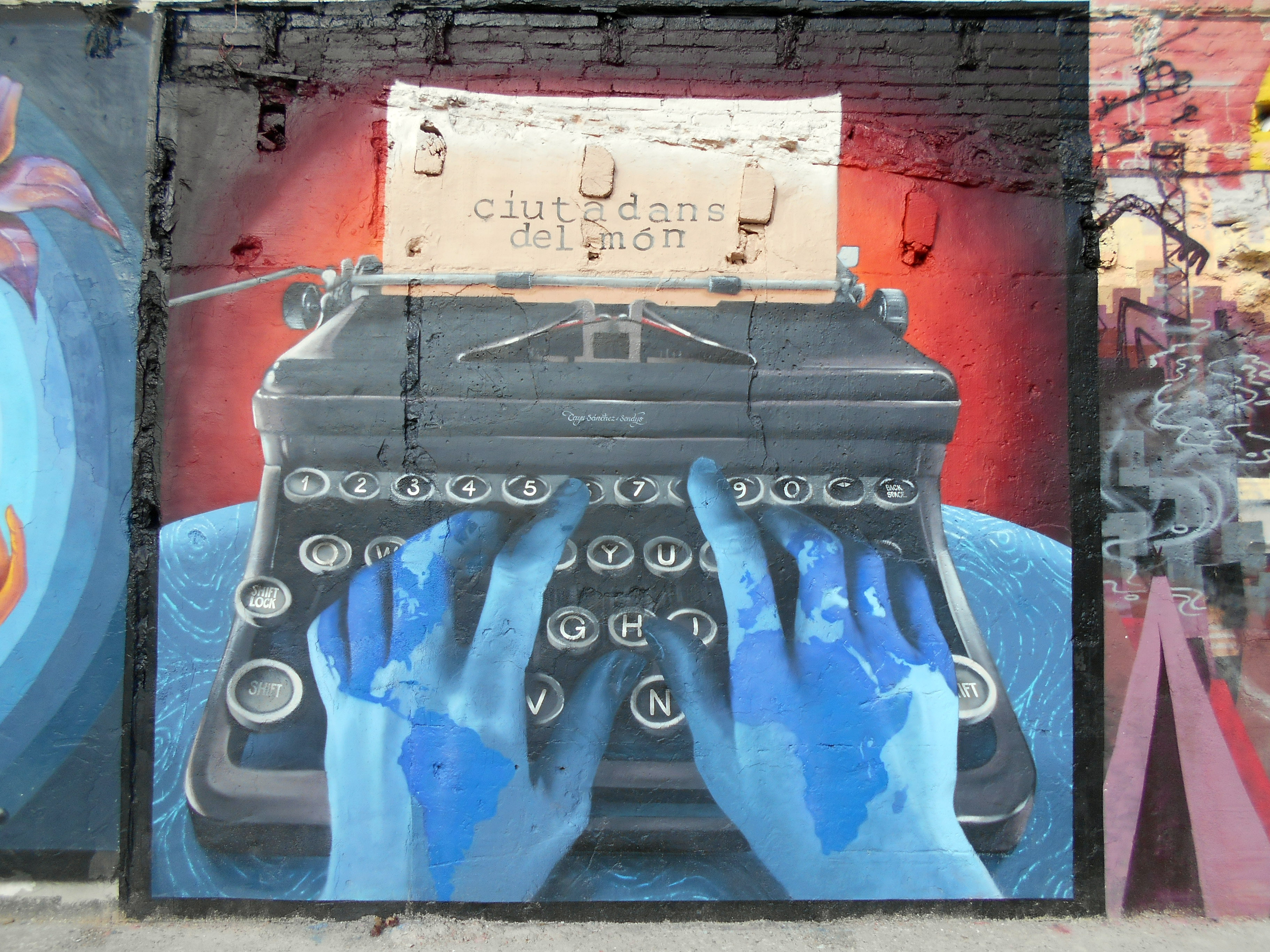
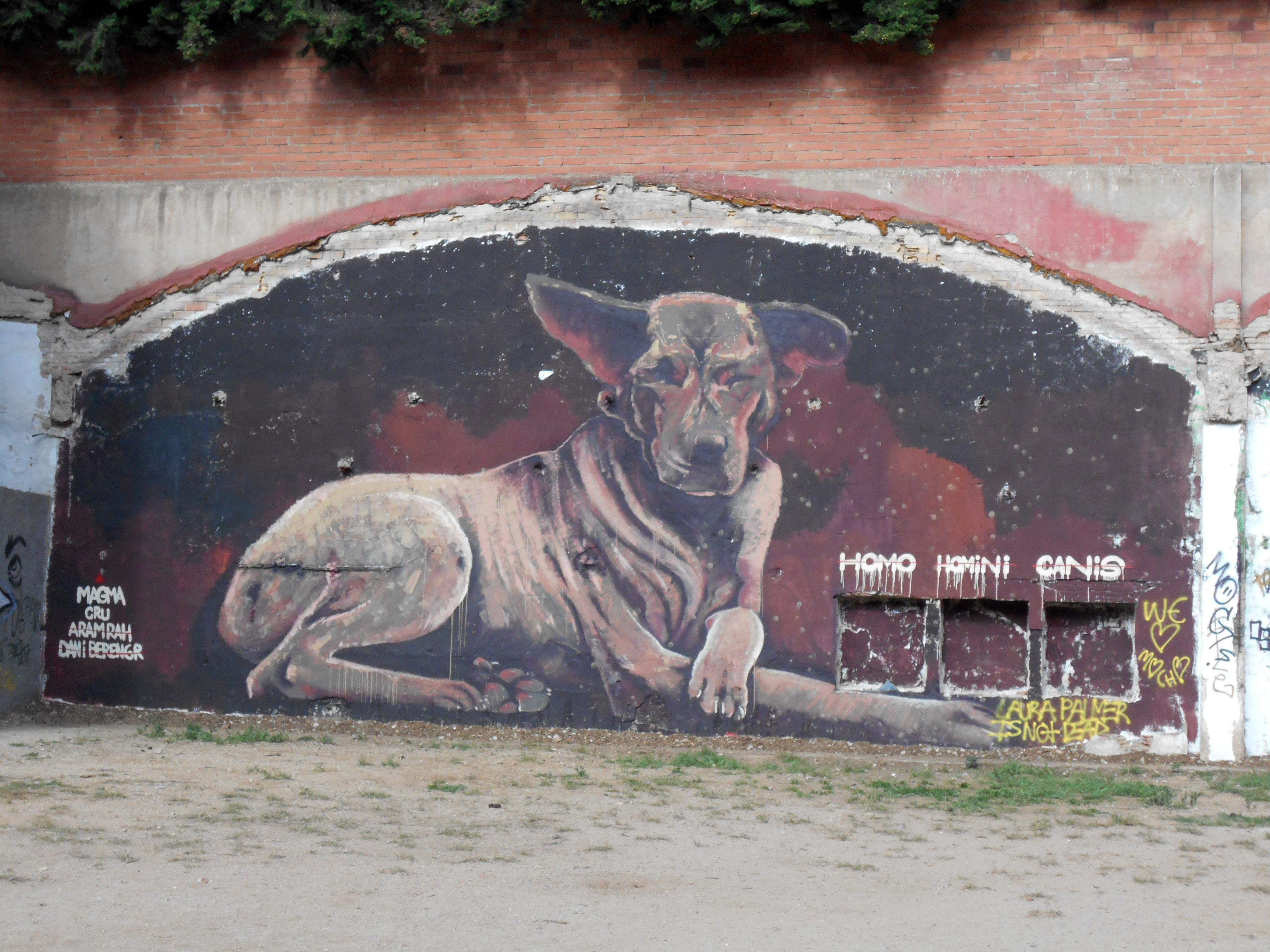
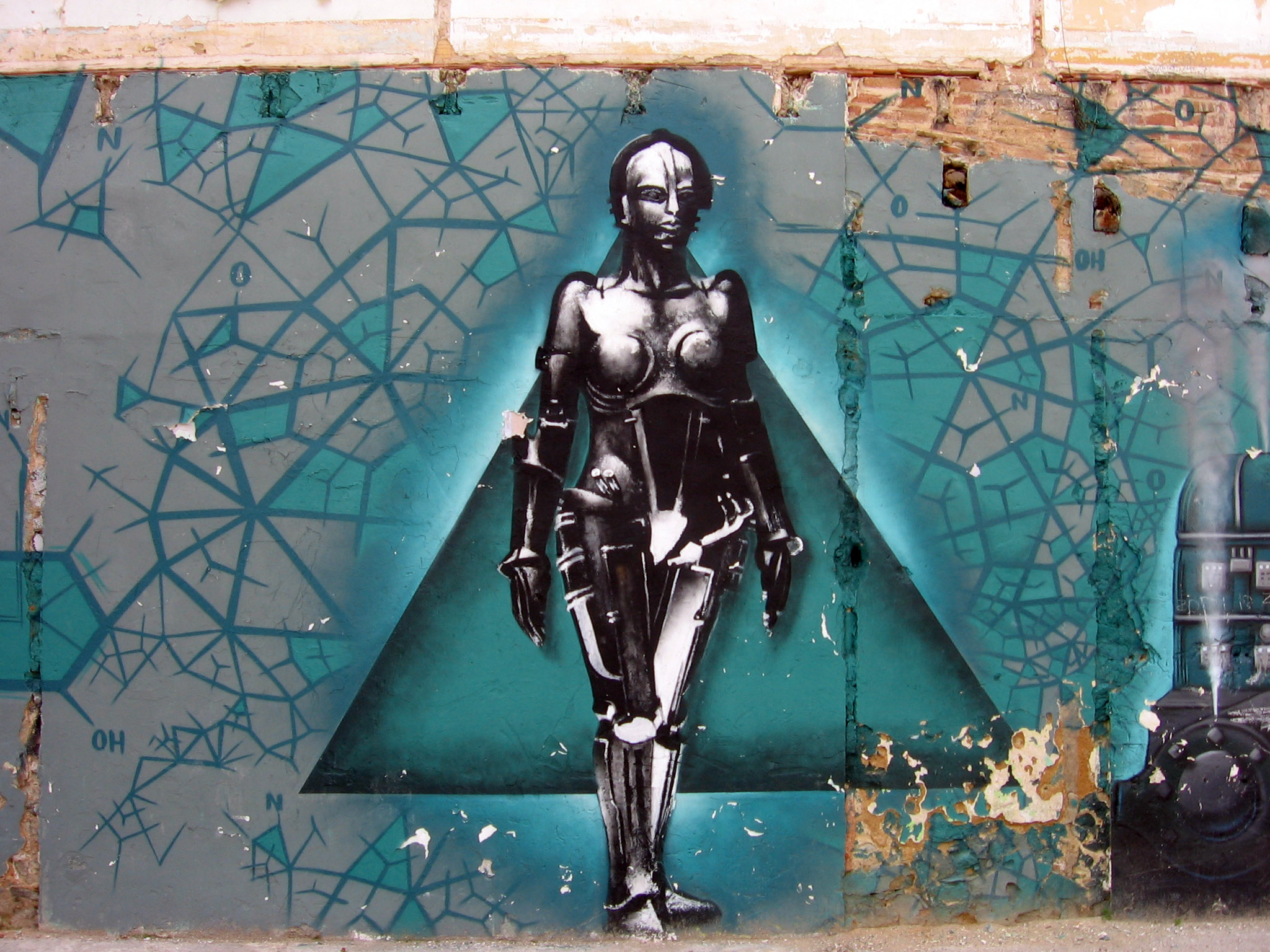
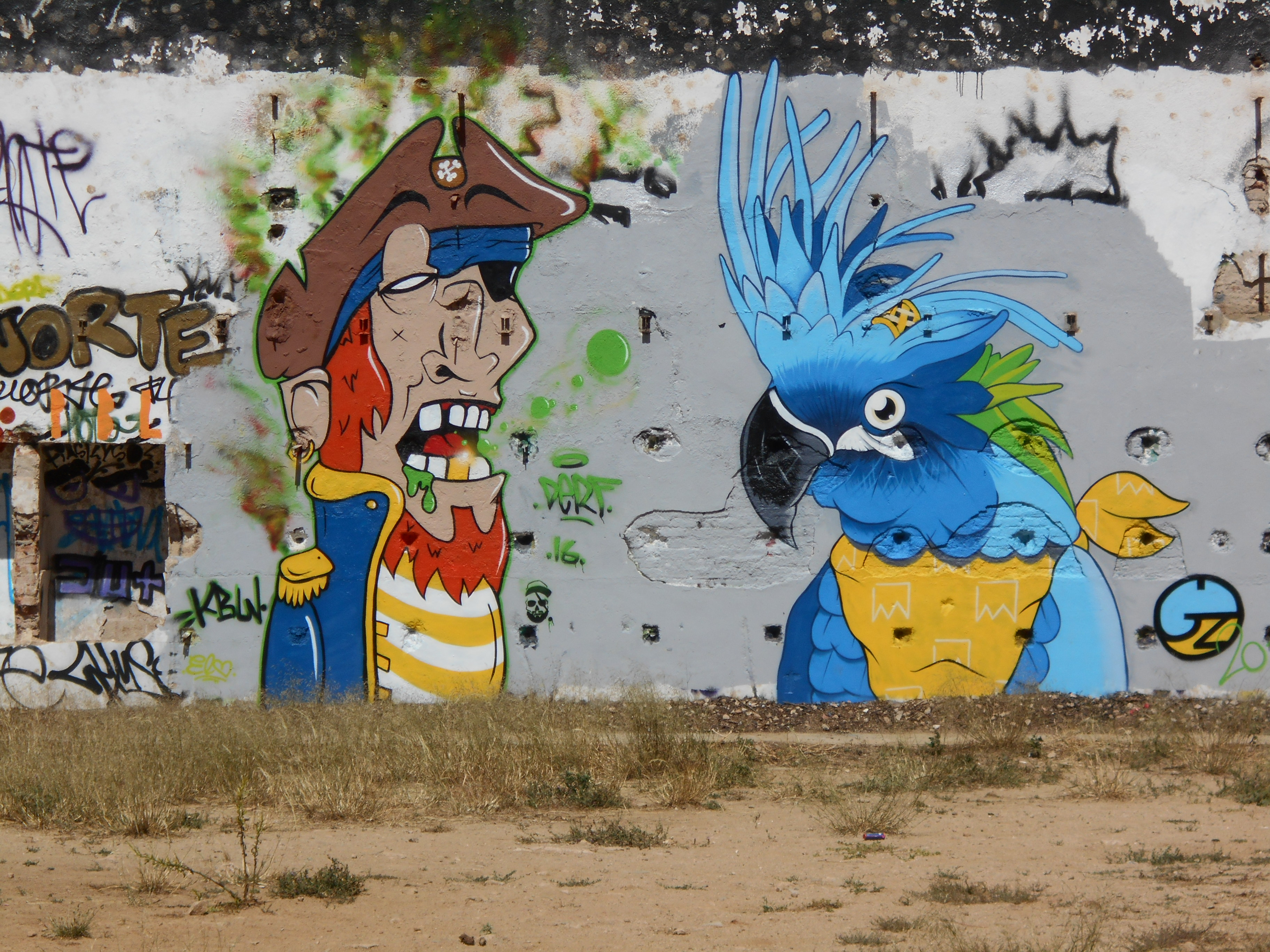